# 野原玲
野原玲（日语：野原 りん，1983年12月31日—）是一名日本AV女優。她的本名是秋野圭子，被星探挖掘而入行，個性相當情緒化，曾淚灑片場，憑著嬌俏可愛的面孔，人氣急速上升。未踏入AV界前，野原玲沒有任何口交的經驗，當被問到為何要從事AV女優，她回答：「純粹是喜歡受人注目的感覺。」。她的首部作品是《Ring Ring》。野原玲於2005年引退，改名新生美育，活躍於寫真集活動。